# Maurice
För andra betydelser, se Maurice (olika betydelser).
Maurice är en brittisk romantisk dramafilm från 1987 i regi av James Ivory, baserad på romanen Maurice från 1971 av den engelske författaren E.M. Forster. Forster skrev boken redan 1913 men den kom inte att publiceras förrän efter hans död 1971. Filmens kostymörer Jenny Beavan och John Bright nominerades till en Oscar för bästa kostym för deras insats.
Maurice är en brittisk romantisk dramafilm från 1987 i regi av James Ivory, baserad på romanen Maurice från 1971 av E. M. Forster. I huvudrollerna sågs James Wilby som Maurice, Hugh Grant som Clive och Rupert Graves som Alec. I birollerna sågs Denholm Elliott som Dr Barry, Simon Callow som Mr Ducie, Billie Whitelaw som Mrs Hall och Ben Kingsley som Lasker-Jones.
Filmen producerades av Ismail Merchant via Merchant Ivory Productions och Film Four International, och skrevs av Ivory och Kit Hesketh-Harvey, med foto av Pierre Lhomme. Det är en berättelse om homosexuell kärlek i den restriktiva och undertryckta kulturen i det edvardianska England. Berättelsen följer huvudpersonen Maurice Hall genom universitetet, ett tumultartat förhållande, kamp för att passa in i samhället och slutligen föreningen med sin livspartner.

## Handling
Under en resa till en strand får Maurice Hall, en 11-årig skolpojke, instruktioner om sexets "heliga mysterium" av sin lärare, som vill förklara för den faderlöse pojken de förändringar han kommer uppleva i puberteten.
Flera år senare, 1909, studerar Maurice vid universitetet i Cambridge, där han blir vän med två studiekamrater: den aristokratiske viscount Risley och den rike och stilige Clive Durham. Clive blir förälskad i Maurice och överraskar honom genom att bekänna sina känslor. Till en början reagerar Maurice med fasa, men han inser snart att han känner likadant. De två vännerna inleder en kärleksaffär, men på Clives begäran förblir deras förhållande icke-sexuellt. Att gå längre skulle, enligt Clive, förminska dem båda. Clive, som tillhör överklassen, har en lovande framtid framför sig och vill inte riskera att förlora sin sociala ställning. Deras nära relation fortsätter efter att Maurice slutat vid Cambridge och påbörjat en ny karriär som börsmäklare i London.
De två vännerna håller sina känslor hemliga men blir rädda när Risley arresteras och döms till sex månaders straffarbete efter att ha begärt sex av en soldat. Clive, som är rädd för att bli avslöjad som homosexuell, gör slut med Maurice. Efter att ha återvänt från en resa till Grekland gifter sig Clive, efter påtryckningar från sin mor som är änka, med en naiv rik flicka vid namn Anne och bosätter sig i ett liv i hemmet på sitt gods Pendersleigh.
Maurice söker hjälp hos sin husläkare Dr. Barry, som avfärdar Maurices tvivel som "struntprat". Maurice vänder sig sedan till Dr. Lasker-Jones, som försöker "bota" hans homosexuella längtan med hypnos. Under sina besök i Pendersleigh drar Maurice till sig uppmärksamheten från jaktledaren Alec Scudder, som ska emigrera till Argentina. Maurice inte bara undgår att märka Alecs intresse för honom, utan behandlar honom till en början med förakt. Detta avskräcker inte Alec, som spionerar på Maurice om natten. Butlern Simcox på Pendersleigh misstänker den sanna naturen av Maurice och Clives tidigare förhållande, och har antytt för Alec om Maurices natur. En natt klättrar Alec upp för en stege och går in i Maurices sovrum genom ett öppet fönster. Han kysser Maurice, som blir helt överrumplad men kan inte motstå hans sexuella närmanden.
Efter deras första natt tillsammans får Maurice ett brev från Alec som föreslår att de ska träffas vid Pendersleighs båthus. Maurice tror felaktigt att Alec utpressar honom. Maurice återvänder till Lasker-Jones, som varnar Maurice för att England är ett land som "alltid har varit ovilligt att acceptera den mänskliga naturen" och råder honom att emigrera till ett land där homosexualitet inte längre är kriminaliserat, som Frankrike eller Italien. När Maurice inte dyker upp vid båthuset reser Alec till London och besöker honom på hans kontor, vilket väcker viss förvåning bland Maurices kollegor.
Maurice och Alec går till British Museum för att prata, och missförståndet om utpressningen löses. Maurice börjar kalla Alec vid hans förnamn. De tillbringar natten tillsammans på ett hotellrum, och när Alec ger sig av nästa morgon förklarar han att hans avresa till Argentina är nära förestående och att de inte kommer att ses igen. Maurice går till hamnen för att ge Alec en avskedsgåva, bara för att upptäcka att Alec har missat seglingen. Maurice beger sig till Pendersleigh och bekänner för Clive att han älskar Alec. Clive, som hoppades att Maurice skulle gifta sig, blir förbryllad över Maurices berättelse. De två skiljs åt och Maurice går till båthuset för att leta efter Alec, som ligger där och väntar på honom. Alec har lämnat sin familj och övergett sina planer på att emigrera för att bo hos Maurice, och säger till honom: "Nu ska vi aldrig skiljas åt." Under tiden gör sig Clive redo för att gå till sängs och tänker kort tillbaka på sin tid med Maurice.

## Rollista i urval
- James Wilby – Maurice
- Hugh Grant – Clive
- Rupert Graves – Alec
- Denholm Elliott – doktor Barry
- Simon Callow – Mr Ducie
- Billie Whitelaw – Mrs Hall
- Ben Kingsley – Lasker-Jones
- Judy Parfitt – Mrs Durham
- Phoebe Nicholls – Anne Durham
- Barry Foster – dekan Cornwallis
- Helena Bonham Carter – kvinna på Cricket-match

## Om filmen

### Bakgrund
E. M. Forster skrev Maurice 1913-14 och reviderade den 1932 och igen 1959-1960. Handlingen är skriven som en traditionell bildningsroman, eller roman om karaktärsbildning, och följer titelkaraktären när han hanterar problemet med att växa upp som homosexuell i den edvardianska erans restriktiva samhälle. Forster, som hade baserat sina karaktärer på verkliga människor, var angelägen om att hans roman skulle få ett lyckligt slut. Författaren hade inte för avsikt att ge ut romanen medan hans mor levde, men han visade manuskriptet för utvalda vänner, som Christopher Isherwood. Forster motsatte sig publicering under sin livstid på grund av allmänhetens och lagens inställning till homosexualitet. Han var också ambivalent till romanens litterära förtjänster. En anteckning på manuskriptet löd: "Publicerbar, men värt det?" Romanen publicerades först 1971 efter Forsters död. Det anses vara ett av hans mindre verk, i jämförelse med hans romaner Howards End (1910) och En färd till Indien (1924).
James Ivory var intresserad av att göra en filmatisering efter den kritiker- och kassasuccé han uppnådde med en annan av Forsters romaner, Ett rum med utsikt. Medan han var involverad i detta tidigare projekt hade Ivory läst alla Forsters böcker och kom så småningom till Maurice. "Jag trodde", säger Ivory, "att det var ett intressant material som skulle vara roligt att göra – och också något vi kunde göra eftersom det inte skulle kräva alltför mycket organisation och inte skulle kosta så mycket." Situationen som den utforskar verkade för honom fortfarande vara relevant: "Människors oro och att själva behöva bestämma hur de vill leva och vilka deras verkliga känslor är och om de ska leva ärligt med dem eller förneka dem. Det är inte annorlunda. Ingenting är lättare för unga människor. Jag kände att det var ganska relevant."
I sitt testamente gav Forster rättigheterna till sina böcker till King's College, Cambridge, som har en självstyrande styrelse av medlemmar av colleget. De var till en början tveksamma till att ge tillstånd att filmatisera Maurice, inte på grund av romanens ämne, utan för att den ansågs vara ett sämre verk, och en film som uppmärksammade den skulle inte förbättra Forsters litterära rykte. Ismail Merchant, filmens producent, konfererade med dem och var mycket övertygande. De blev positivt imponerade av Merchant Ivory Productions adaption av Ett rum med utsikt och gav med sig.

### Manus
Ivorys vanliga skrivpartner, Ruth Prawer Jhabvala, var inte tillgänglig eftersom hon var upptagen med att skriva sin roman Tre kontinenter. Ivory skrev manuset tillsammans med Kit Hesketh-Harvey, som hade kommit i kontakt med Merchant Ivory Productions genom sin syster, journalisten och författaren Sarah Sands (född Sarah Harvey), som då var hustru till Julian Sands, huvudrollsinnehavaren i Ett rum med utsikt. Hesketh-Harvey hade tidigare skrivit dokumentärer för BBC. Han hade gått på Tonbridge School och universitetet i Cambridge, där Forster var utbildad, och kände till bakgrunden. Ivory sa senare: "Vad Kit tillförde manuset var hans sociala bakgrund. Han gick i Cambridge och på en fin förberedande skola. Hans kunskap om den brittiska övre medelklassen, den var otroligt användbar – dialekten, talet, slangen och så många andra saker. Som amerikan hade jag omöjligen kunnat skriva manuset utan honom."
Jhabvala granskade manuset och föreslog ändringar. På hennes inrådan rättfärdigades Clive Durhams föga övertygande konvertering till heterosexualitet under en resa till Grekland genom att skapa en episod där Clives universitetsvän Risley arresteras och fängslas efter en homosexuell fälla, vilket skrämmer Clive till att gifta sig.

### Rollbesättning
Julian Sands, som hade spelat den manliga huvudrollen i Merchant Ivorys Ett rum med utsikt, hade ursprungligen fått titelrollen, men drog sig ur i sista minuten. John Malkovich skulle ha gjort rollen som Lasker-Jones. Han hade blivit vän med Sands medan de båda gjorde Dödens fält. Efter att Sands lämnade projektet tappade Malkovich intresset för filmen och ersattes av Ben Kingsley.
James Wilby hade provspelat för rollen som Clive Durhams svåger. När Sands lämnade projektet övervägde Ivory två okända skådespelare för rollen som Maurice: Wilby och Julian Wadham. Eftersom han redan hade gett den mörkhårige Hugh Grant rollen som Clive, bestämde sig Ivory för den blonde Wilby framför den mörkhårige Wadham, som fick en roll som en av Maurices börsmäklarvänner.
Grant, som senare fick internationell stjärnstatus med Fyra bröllop och en begravning, hade tidigare bara medverkat i en film, Privileged. Han höll på med komedi vid den tiden och hade tappat intresset för professionellt skådespeleri när Celestia Fox, rollbesättaren, skickade Grant till Ivory som omedelbart gav honom rollen som Clive. Det hjälpte att Grant och Wilby hade arbetat tillsammans i Grants första film, som gjordes i Oxford. Rupert Graves fick rollen som Alec Scudder, Maurices älskare från arbetarklassen. Han hade medverkat som Lucy Honeychurchs lillebror i Ett rum med utsikt, en rollprestation som han var missnöjd med, så han uppskattade möjligheten att leverera en bättre tolkning.
I birollerna fanns veteranerna Denholm Elliott som Dr. Barry och Simon Callow som pedagogen Mr. Ducie, båda från Ett rum med utsikt; Kingsley som Lasker-Jones; Patrick Godfrey som butlern Simcox; Billie Whitelaw som Maurices mor; och Helena Bonham Carter i en okrediterad cameo som publik vid cricketmatchen.

### Filmning
Filmen gjordes med en budget på 1,58 miljoner pund som inkluderade investeringar från Cinecom och Storbritanniens Channel 4. Maurice visade sig vara mer komplicerad att göra än vad Ivory hade förväntat sig. Dess femtiofyra dagar långa inspelningsschema, som innebar att man arbetade sex dagar i veckan, visade sig vara långt och ansträngande. Det blev ingen repetitionsperiod, bara en genomläsning innan inspelningen började.
Maurice filmades på plats till stor del i korridorerna och innergårdarna på King's College, Cambridge, inklusive interiörer i skolans kapell, där Forster utbildades och senare återvände som stipendiat. De andra interiörerna spelades huvudsakligen in i Wilbury Park, ett palladianskt hus i Wiltshire. Ägaren Maria St. Just, en skådespelerska och förvaltare av Tennessee Williams dödsbo, var vän med Merchant och Ivory. År 1979 hade de varit helggäster på Wilbury Park, vilket gjorde intryck på James Ivory, som när Maurice förbereddes valde den för att fungera som Pendersleigh, lantstället där Maurice besöker sin vän Clive.
I samma stil som Merchant Ivorys Ett rum med utsikt, ackompanjerar bilder av gamla försättsblad temamusiken som spelas i moll i början och i dur i slutet för att befästa filmen som en filmroman.

## Skillnader från romanen
I början av filmen är Maurice 11 år istället för 14. Filmen utelämnar nästan all av romanens filosofiska dialog och många sidointriger, som Maurices begär efter skolpojken Dickie. Scenerna som handlar om bihandlingen filmades men togs inte med i den slutliga klippningen. Filmen utvidgar Lord Risleys karaktär och ser honom dömas till sex månaders straffarbete för homosexuellt beteende. I romanen blir han aldrig fängslad. I en bortklippt scen (som först släpptes på Cohen Medias DVD-utgåva från 2002) begår Risley självmord. I romanen är familjen Durhams säte Penge, på gränsen mellan Wiltshire och Somerset. I filmen ligger huset på landet i Pendersleigh Park. Hypnotisören Lasker-Jones dyker upp i filmen mer än i romanen; han är den person som har störst förståelse för Maurices psykologiska och sociala situation.